# Robert Tannenbaum
Robert Tannenbaum (* 1915 in Cripple Creek; † 15. März 2003 in Carmel-by-the-Sea, Kalifornien) war ein US-amerikanischer Professor für Management an der John E. Anderson Graduate School of Management der University of California, Los Angeles. Nach seinem frühzeitigen Rückzug aus der universitären Lehre, 1977, arbeitete Tannenbaum für den Rest seiner Karriere als Management Consultant und Unternehmensberater.
Bekannt wurde Tannenbaum für eine der einflussreichsten Arbeiten zum situativen Führungsverhalten durch einen gemeinsam mit Warren H. Schmidt 1958 veröffentlichten Artikel in der Harvard Business Review (Nachdruck 1973), in dem sie das Führungskontinuum vorstellten, einem der bis heute einflussreichsten Untersuchungen von Führung und Führungsverhalten.

## Leben und Wirken
Geboren in Cripple Creek als Sohn von Henry Tannenbaum und Nettie Porges wuchs Robert in Südkalifornien mit seiner Schwester auf. 1935 schloss Tannenbaum das Santa Anna Junior College mit A.A. ab. Er wechselte zur University of Chicago, wo er 1937 mit einem A.B. (Bachelor) und 1938 mit einem Master of Business Administration in Buchhaltung abschloss. Gleichzeitig unternahm er seine ersten Schritte in der Lehre und unterrichtete Buchhaltung am Oklahoma A & M College. 1939 kehrte er nach Chicago zurück,  um sich auf seine Promotion vorzubereiten.
1942 schloss er sich der US-Navy an und diente während des Zweiten Weltkriegs als Radarinstrukteur im Pazifik. Er verließ das Militär im Rang eines Leutnants. 1946 kehrte er nach Chicago zurück und setzte sein Studium fort. 1948 promovierte er an der University of Chicago in Wirtschaftswissenschaften.
Unmittelbar nach der Promotion wurde er von Neil H. Jacoby angeworben, einem früheren Professor der Chicago University und damals Dekan des UCLA College of Business Administration, später als Graduate School of Management und heute der Anderson School bekannt. Hier lehrte Tannenbaum, bis er sich 1977 vorzeitig aus der Lehre zurückzog.
Ausgehend von seinem Glauben an Menschen und ihre Fähigkeiten muss man Tannenbaum als einen Vorgänger der modernen Sichtweise des Menschen als Kapital der Organisation (Humankapital) betrachten.  Ab 1950 bis in die 1970er war Tannenbaum eine wesentliche Größe in der Entwicklung der UCLA zu einer der führenden Schulen für die Organisationsentwicklung und Ausbildung von Führungseigenschaften. Seine damaligen Arbeiten mit dem Western Training Lab und dem NTL Institute of Applied Behavioral Science gab der modernen Theorie der Kleingruppenprozesse, dem Sensitivitäts-Training (Sensitivity training) und T-Gruppen (T-groups) wesentliche Impulse.
Tannenbaum beschrieb Organisationen nicht mehr als Maschinen mit austauschbaren, menschlichen Komponenten, sondern als lebende Gemeinschaften, in denen Menschen wachsen und sich entwickeln können. Er glaubte, dass effektive Führung auf der Reflexion der eigenen Vorstellungen von der Natur des Menschen beruhte, sowie auf der Überprüfung dieser Vorstellungen in der Realität.
Seine bekanntesten Arbeiten, How to Choose a Leadership Pattern sowie Management of Differences setzten Rekorde für die Harvard Business Review für die Anzahl der Nachdruckwünsche.
Seine Wirkung als Lehrer wurde durch seine zweite Karriere bestätigt, die als Management Consultant und Unternehmensberater. Er arbeitete an der Entwicklung des Pepperdine University’s Master’s Program für Organisationsentwicklung mit, hielt Workshops am NTL Institut ab, beriet Führungskräfte und ihre Ehegatten in seinem Haus in Carmel und schrieb Bücher und Artikel.

## Ehrungen
Die Saybrook University ehrte Tannenbaum mit einem Ehrendoktor, er wurde zum Fellow des National Training Laboratorys gewählt und im Organisationsentwicklungs-Netzwerk ausgezeichnet. Er war auch der erste, der mit dem Lifetime Achievement Award der American Society for Training & Development ausgezeichnet wurde.

## Veröffentlichungen

### Bücher
- Cost under the unfair practices acts
- Human systems development: new perspectives on people and organizations
- Industrial human relations: a selected bibliography
- Leadership and organization: a behavioral science approach, mit Irving Weschler and Fred Massarik

### Artikel
- 1958, How to choose a leadership pattern; mit Warren H. Schmidt
- 1960 Management of Differences; mit Warren H. Schmidt